# Заричя (Надвирненски район)
Заричя (на украински: Заріччя) е село в западна Украйна, Ивано-Франкивска област. То се намира в Делятинска селищна община, Надвирненски район. Към 1 януари 2021 г. населението на селото е 3 841 души. Зариччя е разположена на десния бряг на река Прут, простираща се в долина. На изток граничи със село Бели Ослави, а на юг е заобиколено от планините Мальово и Яворова. Заричането обхваща равнинна площ, която се простира на 8 км дължина и има ширина от 1 до 4 км.

## История
На територията на селото са открити погребения от бронзовата епоха. За първи път селището се споменава на 4 март 1463 г. в книгите на галисийския съд. По-късно е споменато в исторически извори от втората половина на 18 век.
Както всички останали села в историко-географската област Покутие, селото е подложено от набези на татари. През 1645 – 1650 г. околните селища на Делятин пострадват от войната между братята Белзецки.
Името на селото показва местоположението му на река Прут. Според местния историк П. Сирежук първото споменаване на Заричя в документи датира от 1610 г. Историята на Заричя е свързана с историята на съседното селище Делятин. Може да се предположи, че от самото начало на своето съществуване Зарихчия е била предградие на Делятин, а от началото на XVII в. се превръща в отделно селище. Освен Заричя е имало и село, наречено Межириччя, което е било разположено между два ръкава на река Прут. В опис на селото от 4 януари 1701 г. се споменава за наличието на отбранителен двор на собственика на селото Александър Белцецки в селището Межирихчия.
През 1700 г. в село Заричя има 38 селски домакинства, от които 4 дворни, 16 полудворни, 15 домакини и 3 склададжии. Археологическите разкопки показват присъствието на хора на територията на Заричя още преди 40 хил. години. Значението на този район се свързва с големия брой солни извори, които са били един от основните доставчици на коломийска сол. Село Заричя има осемстотин улици, което показва, че тук е била базирана княжеската армия, която е защитавала държавата, солните мини и границата с Унгария и Влахия.
През втората половина на XIV в. полската администрация получава контрол над района на Делятин, който става собственост на братята Негович. През 1579 г. собствениците се сменят с фамилиите Хотимирски, Блудницки и Турецки, което може да е допринесло за появата на първите заселници в Заричя. Заричя привлича земеделци заради плодородната си равнина на десния бряг на река Прут. В края на XVI в. Делятин и околните селища са в ръцете на магната Белцецки, който притежава повече от две дузини селища в долината на Прут. Татарските нападения, природните бедствия, гладът и епидемиите силно повлияват на живота на хората в района на Делятин. Крепостното право предизвиква съпротива и открити протести на селяните. През 1648 г. енорийският свещеник на Делятин А. Намисник оглавява въстанието на селяните, което започва след новината за победите на Богдан Хмелницки над дворянството и приближаването на казашките войски към Прикарпатието. Това движение е наречено опричничество и продължава до средата на XVIII век. Не е известно дали е имало опричници от Заричя.
През XVIII в. количеството земя, на което селяните имат право, се удвоява, но поради нарастването на населението количеството земя на семейство става все по-малко. В Заричя на семейство се падат само 0,7 хектара обработваема земя, което не е достатъчно, за да задоволи нуждите на населението. Повечето от жителите на селото са се занимавали с животновъдство, а малък брой са работили в промишленото производство. Австрийската администрация затваря повечето солници, което води до бедност. Първите тартори се появяват в района на Делятин през първата половина на XIX в., а през 1913 г. в Заричя остават само един тартор и една водна мелница.
За първи път през 1700 г. се споменава свещеник в Заричя. По време на общата ревизия през 1754 г. църквата има 80 енориаши. След събарянето на старата църковна сграда през 1789 г. е издигната нова църковна сграда. През 1909 г. е построена нова голяма църква, която през 1916 г. е разрушена от австрийската артилерия. След това сградата на църквата е използвана за казарма, пренесена от село Ворохта. Църквата е проектирана от Лвовския архитект Лев Левински и е построена през 1942 г. Всички църкви са построени на едно и също място - на високия бряг на река Прут, поне за това не е намерена друга информация.   Понастоящем построената през 1942 г. църква се използва от общността, принадлежаща към Украинската православна църква на Киевската патриаршия. Гръкокатолическата общност е построила църковна къща в центъра на селото.
До 1931 г. в селото има четиригодишно училище, а през 1932 г. е открит пети клас. Въпреки че имало много деца, в училището имало само три класни стаи, затова се наложило да се учи в къщата на селския управник И. Климюк. В средата на 30-те години на ХХ век към училищната сграда е пристроен втори етаж. От Първата световна война до 30-те години на ХХ век управител на училището е украинецът М. Данилюк, който осигурява украинско образование. Този процес се ръководи от учителката Климентина Харасимович и нейния брат Степан Харасимович, който е студент по право. Училището разполагало с библиотека с украински книги. След пенсионирането на директора Данилюк на негово място е назначен поляк и украинското образование приключва. С присъединяването на Западна Украйна към Украинската ССР за директор на училището е назначен Припхан.
В селото имало дружество, наречено "Просвита". Полските власти не харесват дейността на дружеството. През есента на 1938 г. няколко членове на Заричинската общност заминават за Закарпатието, за да помогнат за изграждането на украинската държава.  През март 1939 г. е провъзгласено създаването на Карпатска Украйна.  Властите признават "Просвита" за източник на разпространение на възгледите за украинска държавност и клонът на дружеството е закрит. С идването на съветската власт през септември 1939 г. няколко активисти на "Просвита" са арестувани от НКВД.
През 1944 г., по време на германската окупация, се случват няколко събития, които причиняват масови жертви в Заричя. Неизвестни лица убиват воеводата Михайло Стелмашчук и секретаря на воеводската администрация Катерина Наконечна. Германските власти обвиняват за това УВА. На 28 февруари 1944 г. се провежда умиротворяването на Заричя, в резултат на което 29 селяни са осъдени на смърт и разстреляни под един хамбар. Повече от двеста души от Заричя са изпратени на принудителна работа в Германия.
На 7 април 1944 г. маджарски войници опожаряват 25 ферми и разстрелват 15 селяни, приемайки ги за украински партизани. Преди това селяните се криели в гората от експлозиите на съветската артилерия.
През август 1943 г. Семен Руднев, комисар на партизански отряд, е убит в сражение на връх Рахов и в околностите на връх Дил.
От 1943 г. много млади хора от Заричя се присъединяват към УВА и участват в борбата срещу германските и съветските окупатори. Повечето от тях загиват в нелегалност, включително лидерите на опълченските дружини, като Василий Абрамюк и Прокип Панюк. Повече от 60 жители на Заричя вземат активно участие в освободителното движение през 40-те и 50-те години.
След войната селото е колективизирано и разполага с 4419 хектара земя, като основните производствени направления са производството на месо и мляко и отглеждането на лен. Училището не разполагало с достатъчно класни стаи, затова занятията се провеждали на две смени, но в началото на 70-те години е построена още една сграда.
След 1989 г. жителите на Заричя активно участват в националното възраждане, включително в създаването на клон на Дружеството за украински език и увековечаването на паметта на героите на Украйна, включително изграждането на символична могила и поставянето на кръст на мястото на базовата станция на УВА "Кернички". Една от улиците на селото е наречена на името на Павло Вацик (майор от Прут).
В хода на децентрализацията през 2020 г. Заричя става част от обединената териториална общност Делятинска и район Надвирна. Преди това селото е принадлежало към Делятински район.

## Население
Към 1 януари 1939 г. селото има 3920 жители, от които 3790 украинци-гръкокатолици, 80 поляци и 50 евреи.
Според преброяването от 2001 г. населението на селото е 3997 души.